# Robot as a Service
Robot as a ServiceまたはRobotics as a Service (RaaS)とはロボットを必要に応じてクラウド環境にてネットワーク上から使用する形態。

## 概要
普及しつつあるSoftware as a Serviceのロボット版であるともいえるロボットの利用形態であり、ネットワーク経由で遠隔操作によるロボットを使用するサービスである。従来のロボットを所有する形態と比較して必要な時のみに利用するので閑散期における固定費用の削減が可能である。稼働率の変動が大きい場合には費用対効果に優れるが、稼働率が一定の場合には所有するほうが費用対効果に優れる。
RaaSの市場規模は2023年に18億米ドル（約2,531億円）に到達し、2028年には40億米ドル（約5,626億円）にまで達すると予測されている。

## ビジネスモデル
サブスクリプション方式でも提供できるので初期費用が掛からず、固定費の負担が軽い。